# Odprto prvenstvo Avstralije 1969
Odprto prvenstvo Avstralije 1969 je teniški turnir, ki je potekal med 20. in 27. januarjem 1969 v Brisbanu.

## Moški posamično
Rod Laver :  Andrés Gimeno, 6–3, 6–4, 7–5

## Ženske posamično
Margaret Court :  Billie Jean King, 6–4, 6–1

## Moške dvojice
Rod Laver /  Roy Emerson :  Ken Rosewall /  Fred Stolle, 6–4, 6–4

## Ženske dvojice
Margaret Court /  Judy Tegart Dalton :  Rosemary Casals /  Billie Jean King, 6–4, 6–4

## Mešane dvojice
Margaret Court /  Marty Riessen in  Ann Haydon Jones /  Fred Stolle (finale ni bil odigran)